# Édouard Estaunié
Édouard Estaunié, född 4 februari 1862 i Dijon, död 1 februari 1942 i Paris, fransk författare, medlem i Franska akademien 1923.
Estaunié inledde sin yrkeskarriär 1886 som tjänsteman i post- och telegrafverket, efter studier på École Polytechnique i Paris. Begreppet telekommunikation såg dagens ljus i skrift för första gången 1904 i hans skrift Traité pratique de télécommunication électrique (télégraphie, téléphonie). Hans romaner är starkt socialmoraliska och religiösa.